# Saint Vulbas
Villebaud ou Vulbas, martyr inhumé à Saint-Vulbas, célébré le 10 mai.

## Histoire et tradition
Né dans une famille noble de Bourgogne, il sert tout d'abord dans les armées du roi franc Dagobert Ier. À ce titre, il dirige l'expédition de Dagobert contre les Gascons ; victorieux, il rentre dans sa région avec le titre de « patrice ».
Après la mort de Dagobert Ier, les nobles du royaume de Bourgogne décident de ne plus avoir de maire du palais. Ils sont gouvernés directement par la Neustrie, mais cela n'empêche pas la reine Nantilde de nommer un maire du palais de Bourgogne en la personne de Flachoad. Ce dernier, jaloux de l'ascendant dont jouit Villebaud sur les nobles de Bourgogne, lui voue une haine implacable au point de le faire assassiner en 642. Quelques jours après, le commanditaire du meurtre meurt dans de grandes souffrances. Dès lors Villebaud est regardé comme martyr mort non pour la foi mais pour la justice.
Les religieux du Monastère de Condat en hommage aux bienfaits de Villebaud firent transférer son corps dans l'église de Saint-Vulbas qui abrite toujours le sarcophage en marbre blanc.